# Losar

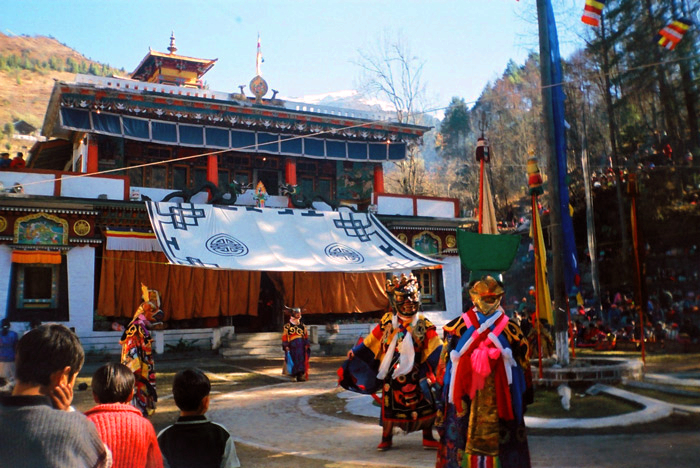
Rytualne tańce z okazji tybetańskiego Nowego Roku

Losar (tyb.  ལོ་གསར   Wylie lo.gsar) – obchody tybetańskiego Nowego Roku, który wypada w pierwszy dzień po nowiu pierwszego miesiąca kalendarza tybetańskiego. Następująca po nim zabawa karnawałowa trwa przez tydzień. Obejmuje tańce, zawody konne i łucznicze, pikniki oraz palenie ognisk na szczytach wzgórz.